# Sortsi
Sortsi – wieś w Estonii, w prowincji Jõgeva, w gminie Tabivere.